# Petrus Cederschiöld
Petrus Eliæ Gavelius, adlad Cederschiöld, född 1625 i Gävle, död 1697 i Jönköping, var en svensk jurist, professor och ämbetsman. 
Petrus Gavelius var son till justitieborgmästaren i Gävle stad, Elias Pedersson Gavelius och rådmansdottern Catharina Nilsdotter från Gävle, vars far enligt Johannes Bureus tillhörde Bureätten. Han inskrevs 1640 vid Uppsala universitet, där han 19 år gammal erbjöds att ta magistergraden vilket han undanbad sig. Han blev 1653 juris licentiat, två år senare extra ordinarie och 1663 ordinarie juris professor vid universitetet.
År 1665 antogs han till generalinspektör i kungliga kansliet, "med förbindelse att hafva inseende öfver alla fiskaler i riket och att tillse huru kungliga förordningar efterlefdes". Då detta ämbete (vilket motsvarar det nuvarande justitiekanslersämbetet) indrogs 1675, erhöll Cederschiöld en assessorsplats i Göta hovrätt. Han författade Kungliga stadgars, recessers och besluts innehåll som finns i handskrift på Rikarkivet.
År 1687 adlades han med namnet Cederschiöld; han skrev sig efter första hustrun sig till Lidboholm och Torlax, och efter andra hustrun sig till Munkeberg. Hans första hustru var Elisabet Nilsdotter och den andra Christina Jernsköld. Dottern Maria Catharina från första äktenskapet blev stammoder till ätten Ehrenschantz.